# Phakopsora meibomiae
Phakopsora meibomiae är en svampart som först beskrevs av Joseph Charles Arthur, och fick sitt nu gällande namn av Joseph Charles Arthur 1917. Phakopsora meibomiae ingår i släktet Phakopsora och familjen Phakopsoraceae.   Inga underarter finns listade i Catalogue of Life.